# Joseph Antoine Ferlay
Joseph Antoine Ferlay est un homme politique français né à Hauterives le 23 mai 1798 décédé à Valence le 9 mars 1874.

## Biographie
Fils d'Antoine Ferlay, notaire à Hauterives (Drôme) et de Mélanie Morel, il naquit à Hauterives le 23 mai 1798. Licencié en droit, avocat, il fut d'abord maire de Valence (Drôme) entre novembre 1846 et janvier 1849 avec pour 1er adjoint Jean-Charles Curnier. Il devint préfet de la Drôme le 10 janvier 1849, fonction qu'il remplit jusqu'au 14 mai 1862. Déclare en 1849 en état de siège le département de la Drôme, à la suite des insurrections de 1849 et 1851, qui eurent lieu en réaction aux lois liberticides et au coup d'Etat de Louis Napoléon Bonaparte. Le 9 décembre 1851, le Préfet Ferlay organise une répression de masse. Il fait arrêter plusieurs centaines de contestataires, incarcérés dans des conditions inhumaines et condamnés à la prison à vie ou au bagne. Il fut ensuite député au Corps législatif. Il mourut à Valence le 9 mars 1874, étant commandeur de l'Ordre impérial de la Légion d'honneur.

## Famille
Il avait épousé à Valence le 22 septembre 1823 Marie Eléonor Badon (1802-1868), issue d'une ancienne famille bourgeoise du Vivarais, fille de Jean-Jacques Badon, maire de Saint-Barthélémy le Pin (Ardèche) et de Marie-Anne Bosc, petite-fille de Joseph Badon et de Marie-Anne de Glo de Besses. 
Il en eut trois filles :
1. Marie Éléonore Mélanie, née à Valence le 28/04/1827, morte à Vienne (38) le 3/08/1904, mariée à Valence le 19/11/1846  àPierre Raymond Bonnardon, conservateur des hypothèques à Vienne ;
2. Louise Joséphine Antoinette née à Valence le 30/03/1832, morte en 1906, mariée à Valence le 9/08/1853 à Abel Berger  (1828-1914), successivement avocat, procureur général à Riom, préfet du Rhône en 1877, conseiller d'État ;
3. Gabrielle Rose Augustine, née à Valence le 17/02/1838, morte veuve à Bron (69) le 29/07/1917, mariée à Valence le 25/07/1860 séparée de biens avec Pierre Benjamin Prosper Biscarrat, industriel en soierie de Bouchet.